# 乞巧图
《乞巧图》为北宋仿唐作品，作者不详。该作品描绘了七夕之夜宫女们乞巧活动的场景。现藏于纽约大都会博物馆，由内战导致文物从中国流出。原为华人王己千与唐骝千私人收藏。